# Juan Rodó
Juan Rodó (Buenos Aires, 28 de noviembre de 1966) es un cantante lírico argentino de registro barítono. En su carrera resalta la representación de Drácula en las siete temporadas de Drácula, el musical del dueto de autores Pepe Cibrián Campoy y Ángel Mahler. También ha encarnado los personajes de Solimán en Las Mil y Una Noches, el musical (2001, 2004 y 2010), Dorian Gray en Dorian Gray, El retrato (2004), Claudio Frolo en El Jorobado de París (2006), Otelo en Otelo (2009) y Merlín en Excalibur, una leyenda musical (2012). 
Fuera de los trabajos de  Cibrián y Mahler, ha trabajado en La Bella y la Bestia de The Walt Disney Company (1999), Los Miserables (2000), Jesús de Nazareth (2002, 2008, 2009) y Jack el destripador, obra que también dirigió y escribió (2005). Antes de hacerse famoso, actuó en óperas del Teatro Colón tales como Rigoletto de Giuseppe Verdi (1988), Il matrimonio segretto de Domenico Cimarosa (1989) y Il signor Bruschino de Gioachino Rossini (1990). 
Tiene su propia escuela de comedia musical. En 2014 creó su propia compañía de teatro musical denominada "Nuevos Ayres Musicales" con la que estrena Phantom, el musical en el Teatro Del Globo de Buenos Aires.

## Premios y reconocimientos
Ganó el premio Estrella de Mar de 1993 por Drácula, el musical, por "mejor actor protagónico" y el Premio Konex de 2001 por "mejor actor de musicales".
En septiembre de 2019 fue declarado Personalidad destacada de la Ciudad Autónoma de Buenos Aires en el ámbito de la cultura por la Legislatura de la Ciudad Autónoma de Buenos Aires reconocido por ser un «referente de la ópera teatral».